# کازوئو توکومیتسو
کازوئو توکومیتسو (انگلیسی: Kazuo Tokumitsu؛ زادهٔ ۱۰ مارس ۱۹۴۱) شخصیت‌های تلویزیونی در ژاپن اهل ژاپن است.